# Fifty Shades Darker: Original Motion Picture Soundtrack
Fifty Shades Darker: Original Motion Picture Soundtrack è la colonna sonora del film Cinquanta sfumature di nero, uscito nel 2017 e adattamento dell'omonimo romanzo.

## Tracce
1. Zayn & Taylor Swift – I Don't Wanna Live Forever – 4:05
2. Halsey – Not Afraid Anymore – 3:46
3. JRY featuring Rooty – Pray – 3:20
4. Tove Lo – Lies in the Dark – 3:41
5. Toulouse – No Running from Me – 3:11
6. John Legend – One Woman Man – 4:04
7. The-Dream – Code Blue – 4:45
8. Nick Jonas & Nicki Minaj – Bom Bidi Bom – 3:34
9. Sia – Helium – 4:12
10. Kygo featuring Andrew Jackson – Cruise – 3:44
11. Corinne Bailey Rae – The Scientist – 3:16
12. José James – They Can't Take That Away from Me – 2:04
13. JP Cooper – Birthday – 3:21
14. The Avener featuring Mark Asari – I Need a Good One – 3:48
15. Joseph Angel – Empty Pack of Cigarettes – 3:51
16. Anderson East – What Would It Take – 3:59
17. Frances – What Is Love? – 4:07
18. Danny Elfman – On His Knees – 2:50
19. Daniel Elfman – Making It Real – 2:08